# Giovanni Matteo Contarini
Giovanni Matteo Contarini (... – 1507) è stato un cartografo italiano, membro dell'importante famiglia Contarini della Repubblica di Venezia.

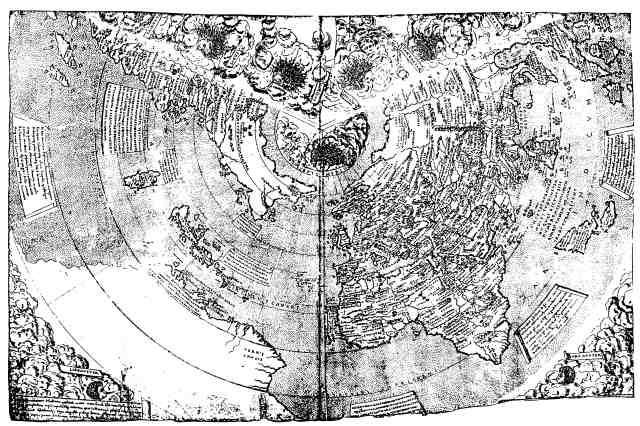
Planisfero di proiezione conica di Giovanni Matteo Contarini e Francesco Rosselli, 1506.

Contarini è noto soprattutto per essere stato l'autore di un planisfero tolemaico di proiezione conica, inciso da Francesco Rosselli a Firenze nel 1506. Il Planisfero Contarini è la prima carta stampata sulla quale compare il Nuovo Mondo scoperto da Cristoforo Colombo, ancora unito nella sua parte settentrionale all'Asia secondo quanto credeva Colombo, mentre la parte meridionale è raffigurata come un'immensa massa di terra chiamata «Terra Santi Crucis», come il nome dato dai Portoghesi al Brasile. Il piccolo planisfero è firmato all'interno di un cartiglio disegnato a sud del capo di Buona Speranza: «diligentia ioanni Matteo Contareni - Arte et ingenio francisci Roselli florentini 1506 notum».
Esiste solo una copia conosciuta di questa carta, scoperta nel 1922, e conservata presso la British Library di Londra.